# 梁和嬪
梁和嬪（1562年—1643年），明神宗萬曆帝朱翊鈞的嬪妃之一，河南歸德府人。父梁慎，以女贵封为锦衣衛正千户。母潘氏，為次女。

## 生平
嘉靖四十一年（1562年）三月十二日出生。
万历九年九月，梁氏入选皇宫。万历十年（1582年）三月，册封和嫔，年二十一岁。
梁氏未生育子女，终身未得晋封，不過梁氏較受寵而在宮中享有特殊待遇。根据出土墓志，可知梁和嫔于崇祯十六年（1643年）正月十七日去世，同年七月十八日下葬，寿八十二岁。
梁和嫔与張順嬪、耿悼嬪、邵敬嬪、魏慎嫔、李榮嬪及李德嫔同葬一处，即“神宗七嫔墓”，现址位于北京市海淀区中部董四村，于1951年发掘。